# Hedysarum biebersteinii
Hedysarum biebersteinii là một loài thực vật có hoa trong họ Đậu. Loài này được Zertova miêu tả khoa học đầu tiên.